# المزامير 152-155
المزامير 152 إلى 155 هي نص إضافي لسفر المزامير وُجد في مخطوطتين سريانيتين، كما ورد ذكرها في كتاب الانضباط لإيليا الأنباري، اكتشفه لأول مرة المستشرق يوسف سمعان السمعاني سنة 1759م. ويُطلق عليها مع المزمور 151 اسم مزامير داود الخمسة الملفقة أو "المزامير السريانية الخمسة".

## وصلات خارجية
- 5 Apocryphal Psalms of David
- 5 Syriac Apocryphal Psalms